# 大内田悠平
大内田 悠平（おおうちだ ゆうへい、1992年8月2日 - ）は、日本の俳優、タレント。東京都出身。YOUGO-TRUST所属。

## 人物
特技はバク転・バク宙。
小学校から高校まで野球を経験。『ルーズヴェルト・ゲーム』『アゲイン 28年目の甲子園』などで野球選手役を演じた。

## 出演

### テレビドラマ
- 私立バカレア高校（2012年4月 - 6月、日本テレビ） - （レギュラー）
- とんび 第5話（2013年2月10日、TBS） - 山本卓弥 役
- 夜のせんせい 第1話（2014年1月17日、TBS）
- 土曜ワイド劇場 犯罪心理学教授・兼坂守の捜査ファイル1（2014年2月15日、朝日放送） - 猪俣 役
- ルーズヴェルト・ゲーム（2014年4月 - 6月、TBS） - 島野 役
- あすなろ三三七拍子（2014年7月 - 9月、フジテレビ） - 野口健太 役[2]
- 天皇の料理番 第2話（2015年5月3日、TBS）
- 連続テレビ小説 とと姉ちゃん 第7話 - （2016年4月11日 - 、NHK総合） - 玉置茂雄 役
- 大河ドラマ
  - 真田丸（2016年 、NHK総合） - 九兵衛 役[3]
  - いだてん〜東京オリムピック噺〜（2019年 、NHK総合） - 小野田 役
- 犯罪症候群 Season1 第4話・第5話（2017年4月29日・5月6日、東海テレビ） - 吉住計志 役
- 1942年のプレイボール（2017年8月12日、NHK総合） - 石井豊 役
- この世界の片隅に 第1話（2018年7月15日、TBS） - 浦野要一 役[4]
- 絶対零度 〜未然犯罪潜入捜査〜 最終話（2018年9月10日、フジテレビ） - 谷口弘文 役[5]
- 世にも奇妙な物語 雨の特別編「さかさま少女のためのピアノソナタ」（2019年6月8日 、フジテレビ） -  野下 役
- あなたの番です -反撃編-（2019年7月14日 - 9月8日、日本テレビ） - 内山達生 役[6]
  - 劇場版公開記念!「あなたの番です」完全新撮スペシャル!（2021年12月10日、日本テレビ） - 内山達生 役

### 配信ドラマ
- あなたの番です ショートドラマ「番外編 過去の扉（前編・後編）」（2019年9月8日・15日、Hulu） - 内山達生 役 [7]

- 今際の国のアリス（Netflix）- タクマ 役
  - シーズン1 第4話（2020年12月10日）[8]
  - シーズン2 第6話（2022年12月22日）[9]

### 映画
- 劇場版 私立バカレア高校（2012年）
- るろうに剣心 京都大火編（2014年8月1日公開）
- るろうに剣心 伝説の最期編（2014年9月13日公開）
- アゲイン 28年目の甲子園（2015年1月17日公開） - 高橋直之（高校時代） 役
- 映画 ビリギャル（2015年5月1日公開、東宝） - 工藤龍太 役
- 空人（2015年10月17日公開） - 松浦 役
- 波乗りオフィスへようこそ（2019年4月公開） - 四宮誠 役[10]
- キングダム（2019年4月19日公開、東宝・ソニー・ピクチャーズ エンタテインメント） - 敦 役
- あなたの番です 劇場版（2021年12月10日公開） - 内山達生 役[11]

### 舞台
- RISU PRODUCE vol.13 イキザマ2（2013年9月4日- 8日、SPACE107） - ボクサー 役

### CM
- 日本コカ・コーラ 「ジョージア」（2016年）
- マンダム 「ギャッツビー ボディペーパー篇」 - サッカーの選手　役（2016年）
- 東京ガス「夢を叶えるカツカレー」篇（2017年）
- 台湾三菱電機のWEB CM -「MEの喜」篇、「MEの怒」篇、「MEの哀」篇、「MEの樂」篇 （2020年）